# Diringsiella femoralis
Diringsiella femoralis is een keversoort uit de familie boktorren (Cerambycidae). De wetenschappelijke naam van de soort is voor het eerst geldig gepubliceerd in 1991 door Martins & Galileo.